# Harley Windsor
Harley Windsor, właściwie Harley Dahlstrom-Winsor (ur. 22 października 1996 w Sydney) – australijski łyżwiarz figurowy, startujący w parach sportowych z Jekatieriną Aleksandrowską. Uczestnik igrzysk olimpijskich (2018), mistrz świata juniorów (2017), zwycięzca finału Grand Prix juniorów (2017), medalista zawodów Challenger Series i dwukrotny mistrz Australii (2017, 2019).

## Osiągnięcia

### Z Jekatieriną Aleksandrowską
| Zawody                                | 16–17          | 17–18          | 18–19          | 19–20          |                |                |                |                |                |                |                |                |                |                |                |                |                |
| Międzynarodowe                        | Międzynarodowe | Międzynarodowe | Międzynarodowe | Międzynarodowe | Międzynarodowe | Międzynarodowe | Międzynarodowe | Międzynarodowe | Międzynarodowe | Międzynarodowe | Międzynarodowe | Międzynarodowe | Międzynarodowe | Międzynarodowe | Międzynarodowe | Międzynarodowe | Międzynarodowe |
| ------------------------------------- | -------------- | -------------- | -------------- | -------------- | -------------- | -------------- | -------------- | -------------- | -------------- | -------------- | -------------- | -------------- | -------------- | -------------- | -------------- | -------------- | -------------- |
| Igrzyska olimpijskie                  |                | 18             |                |                |                |                |                |                |                |                |                |                |                |                |                |                |                |
| Mistrzostwa świata                    | 16             | 16             |                |                |                |                |                |                |                |                |                |                |                |                |                |                |                |
| Mistrzostwa czterech kontynentów      | 11             | 6              | WD             | WD             |                |                |                |                |                |                |                |                |                |                |                |                |                |
| GP Rostelecom Cup                     |                |                | 7              |                |                |                |                |                |                |                |                |                |                |                |                |                |                |
| GP Skate America                      |                |                |                | 7              |                |                |                |                |                |                |                |                |                |                |                |                |                |
| GP Skate Canada International         |                |                | 7              |                |                |                |                |                |                |                |                |                |                |                |                |                |                |
| CS Finlandia Trophy                   | 6              |                | 6              |                |                |                |                |                |                |                |                |                |                |                |                |                |                |
| CS Warsaw Cup                         | WD             |                |                |                |                |                |                |                |                |                |                |                |                |                |                |                |                |
| CS Nebelhorn Trophy                   |                | 3              |                | 9              |                |                |                |                |                |                |                |                |                |                |                |                |                |
| CS Tallinn Trophy                     |                | 1              |                |                |                |                |                |                |                |                |                |                |                |                |                |                |                |
| CS U.S. International Classic         |                |                | 3              |                |                |                |                |                |                |                |                |                |                |                |                |                |                |
| Międzynarodowe: Kategorie młodzieżowe |                |                |                |                |                |                |                |                |                |                |                |                |                |                |                |                |                |
| Mistrzostwa świata juniorów           | 1              |                |                |                |                |                |                |                |                |                |                |                |                |                |                |                |                |
| JGP Finał                             | 5              | 1              |                |                |                |                |                |                |                |                |                |                |                |                |                |                |                |
| JGP w Czechach                        | 8              |                |                |                |                |                |                |                |                |                |                |                |                |                |                |                |                |
| JGP w Estonii                         | 1              |                |                |                |                |                |                |                |                |                |                |                |                |                |                |                |                |
| JGP na Łotwie                         |                | 4              |                |                |                |                |                |                |                |                |                |                |                |                |                |                |                |
| JGP w Polsce                          |                | 1              |                |                |                |                |                |                |                |                |                |                |                |                |                |                |                |
| Krajowe                               |                |                |                |                |                |                |                |                |                |                |                |                |                |                |                |                |                |
| Mistrzostwa Australii                 | 1              |                | 1              |                |                |                |                |                |                |                |                |                |                |                |                |                |                |

## Programy
Jekatierina Aleksandrowska / Harley Windsor
| Sezon   | Program krótki (SP) | Program dowolny (FS) | Pokazy mistrzów                    |
| ------- | --- | --- | ---------------------------------- |
| 2019–20 | - Never Tear Us Apart medley – Andrew Ferris, Michael Hutchence choreografia: Julie Marcotte - Respect Yourself - Covers Vol. I | - Adaio of Spartacus and Phrygia (z baletu Spartakus) – Aram Chaczaturian choreografia: Julie Marcotte |                                    |
| 2018–19 | - Never Tear Us Apart medley – Andrew Ferris, Michael Hutchence choreografia: Julie Marcotte - Respect Yourself - Covers Vol. I | - Adaio of Spartacus and Phrygia (z baletu Spartakus) – Aram Chaczaturian choreografia: Julie Marcotte - Por una cabeza (z filmu Zapach kobiety) – Carlos Gardel, Alfredo Le Pera choreografia: Massimo Scali |                                    |
| 2017–18 | - Paint It, Black – Hidden Citizen, oryg. The Rolling Stones choreografia: Igor Cziniajew                                       | - Maska medley choreografia: Irina Żuk - Tango in the Park – Randy Edelman - The Business of Love – Domino - You Would Be My Baby – Vanessa Williams - Hey! Pachuco! – Straight Up                            | - Sign of the Times – Harry Styles |
| 2016–17 | - Skyfall (z filmu Skyfall) – Adele                                                                                             | - W.E. – Abel Korzeniowski |                                    |